# TO図

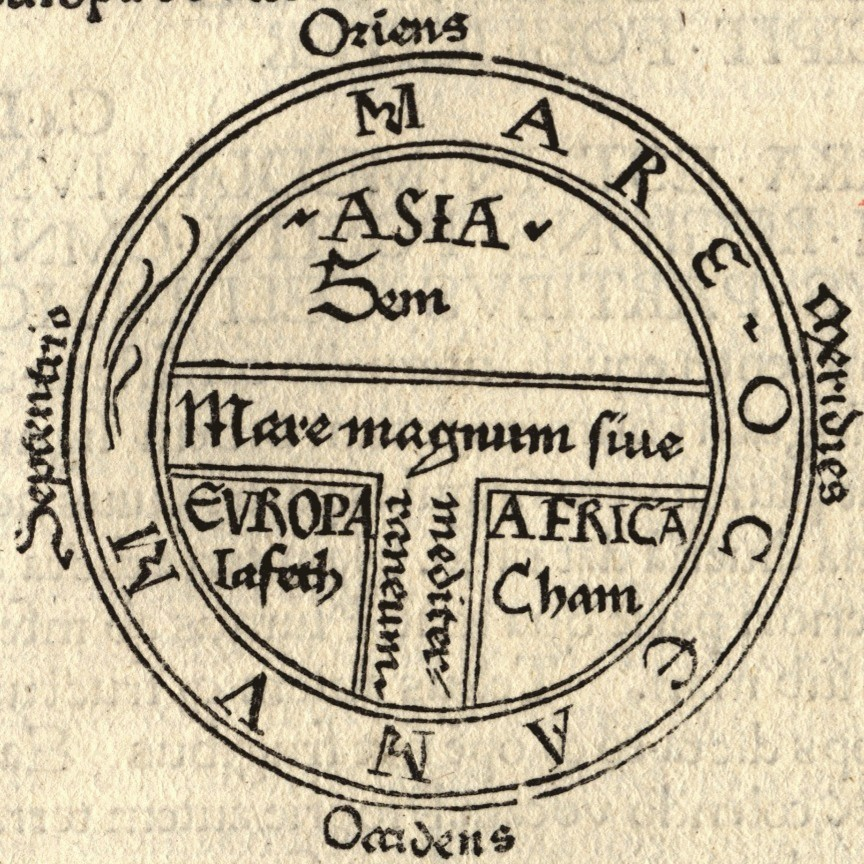
初期に印刷された古典的なTO図の例(ギュンター・ツァイナーによる、アウクスブルク、1472年)。セビリャのイシドルス『語源』の第14章の最初のページより。3大陸がそれぞれノアの3人の息子―Sem(セム)、Iafeth(ヤペテ)、Cham(ハム)―の領域とされている。

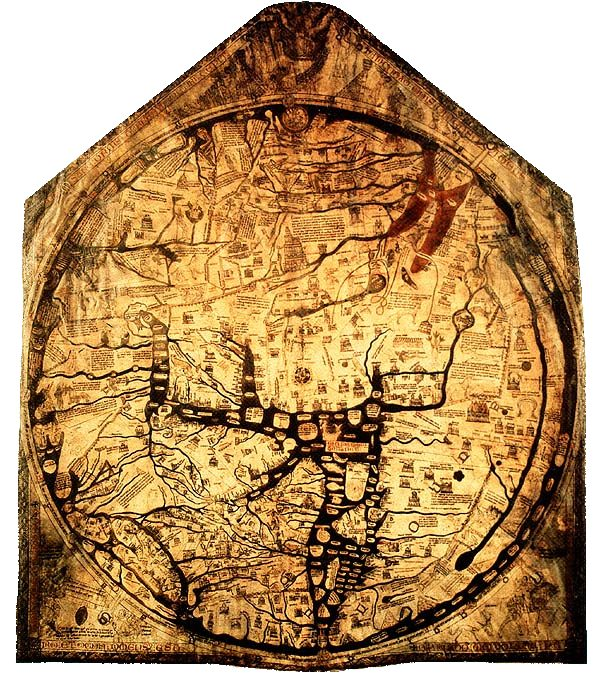
「ヘレフォード図」、1300年頃、ヘレフォード大聖堂、イングランド。エルサレムを中央に配置し、東を上にして、ヨーロッパを左下にアフリカを右下に配置した古典的なTO図である。

TO図（ティーオーず）あるいはOT図（orbis terrarum）は、西洋中世に用いられた世界地図である。8世紀のスペインの修道士リエバナのベアトゥスが作成したとされる初期の代表的なTO図「ベアトゥスの世界地図」にちなんでTO図全体をベアトゥス図と呼ぶこともある。ベアトゥスの世界地図は『黙示録』に対する彼の12巻の注釈書の冒頭に登場する。

## 歴史と解説
TO図は経験的世界を表す地図で、7世紀の学者セビリャのイシドルスが著書『語源』（第14章、de terra et partibus）に描いたものが初出である。
ラテン語: Orbis a rotunditate circuli dictus, quia sicut rota est [...] Undique enim Oceanus circumfluens eius in circulo ambit fines. Divisus est autem trifarie: e quibus una pars Asia, altera Europa, tertia Africa nuncupatur.
日本語: [人が住んでいる]しっかりした陸地の塊は円のまるさに準えてまるいと言われるが、それは車輪に似ているからである[...] このため、陸地の周囲を流れる大洋は円形に区切られており、また陸地は三つの部分に分かれていて一つがアジア、もう一つがヨーロッパ、残る一つがアフリカと呼ばれている。
イシドルスが『語源』中で地球は「まるい」と教えていることに関して、彼の意味するところは曖昧だが、彼は円盤状の地球に言及したと考える著述家もいる。しかし、イシドルスは他の著作では自身が地球は球形だと考えていることを明らかにしている。実際のところ、少なくともアリストテレス以降の西洋の教養人の間では一般に地球球体説が事実だとみなされていた。
TO図は球状の地球の上半分だけを表している。これは暗黙に地球の北側の温帯の人が住んでいる地域を描くための簡易な投影法としてなされたものと考えられる。南側の温帯には到達不可能で人が住んでいないと考えられたため、世界地図にそれらの地域を描く必要はなかった。赤道灼熱帯を越えて地球の逆側の未知の陸地に到達することは不可能だと信じられていた。こういった南側の想像上の陸地は対蹠地と呼ばれていた。
Tとは大陸をアジア・ヨーロッパ・アフリカの三つに分ける地中海、ナイル川、そしてドン川（かつてはタナイス川と呼ばれた）で、Oとはその周囲を取り巻く大洋である。エルサレムは通常地図の中央に配置される。アジアは概して他の二つの大陸を合わせた大きさである。太陽が東から昇るため、楽園（エデンの園）は一般的にはアジアにあるものとして描かれ、またアジアは地図の上方に位置づけられる。 

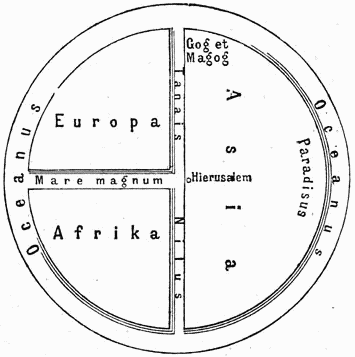
中世の世界地図の理想的な再現図（Meyers Konversationslexikonによる、1895年）。アジアが右に配置されている。

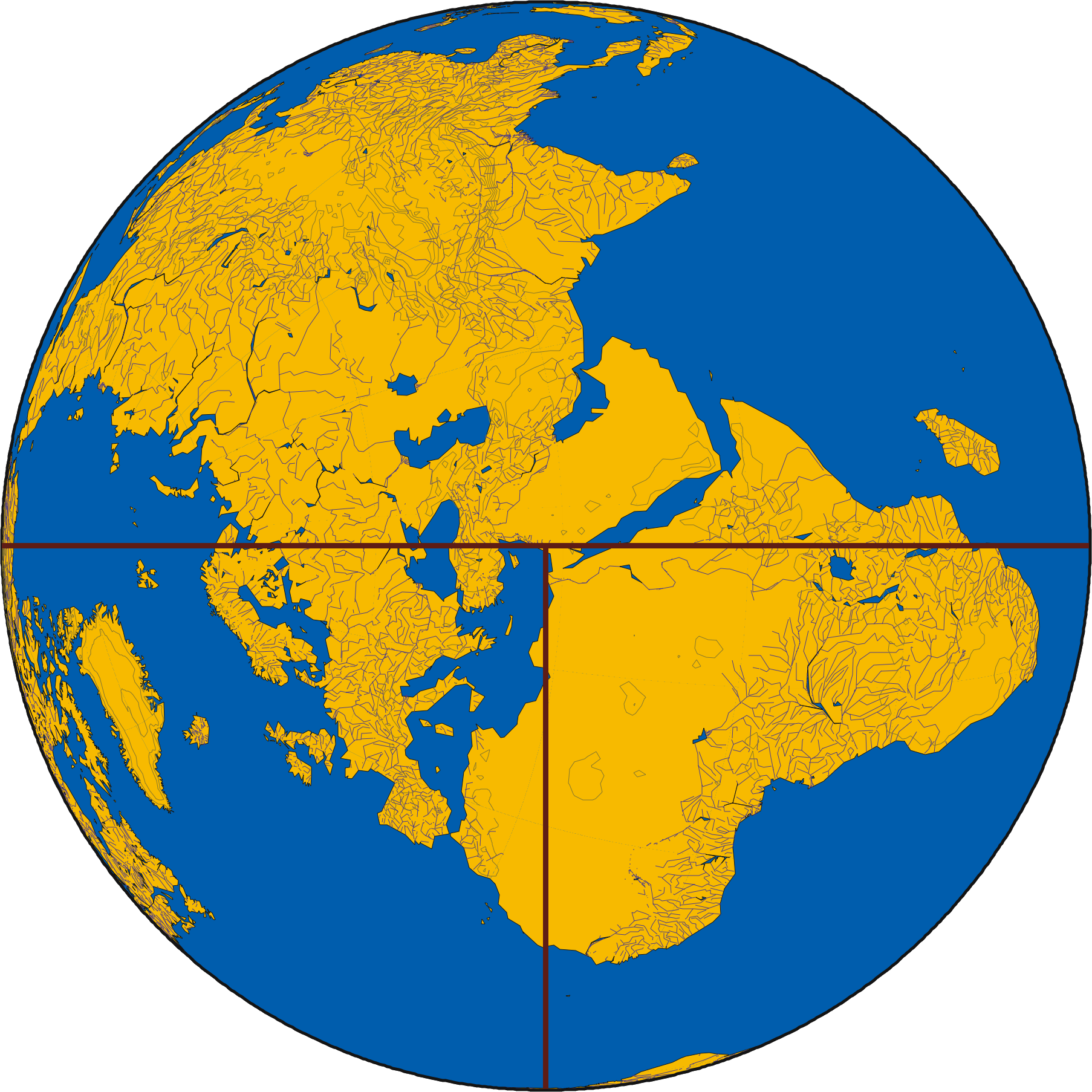
現代の地図作製法による「TO図」

この質的で抽象的な中世の地図作製法はシンプルな表現に付け加えて非常に詳細な地図を作ることもできる。初期の地図にはほとんど都市が描かれず最も重要な川のみが記載された。聖地の四つの聖なる川は必ず記載された。旅行者にとってより便利な道具は、二つの地点の間の町の名前を順番に並べた旅行案内書や沿岸の目印や港を順番に並べたペリプルスであった。より後の時代の地図は同じ構想に沿っていても西欧と同じほど東方の都市や川、その他のものを記載しているが、これは十字軍の際に知られたものであった。新しい地理的な事物だけでなく装飾的なイラストも加えられた。最も重要な都市はその都市名と共に他と区別できる要塞や塔で表され、空いたスペースには神秘的な生物が描きこまれた。

## ギャラリー

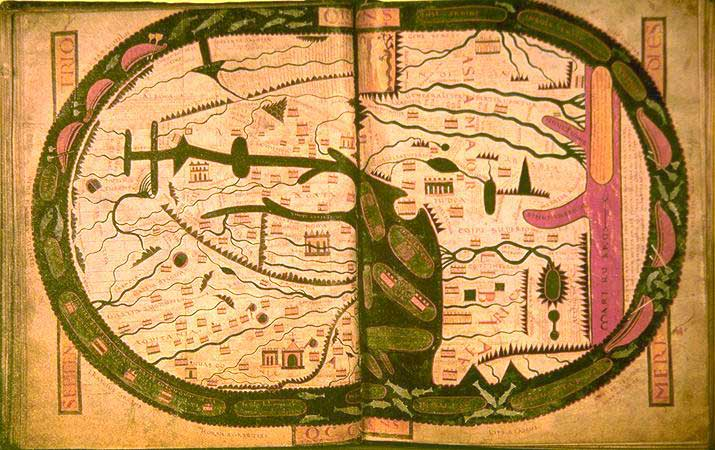
サン・スヴェールの黙示録中の世界地図、1050年に遡る。
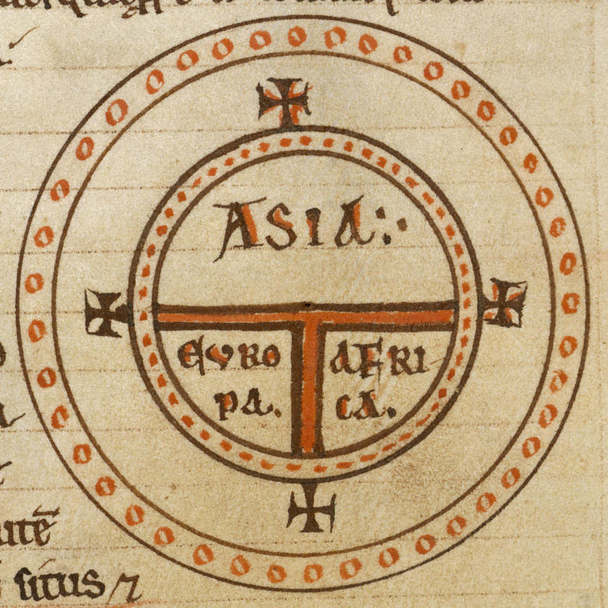
セビリャのイシドルス『語源』の12世紀の写本より
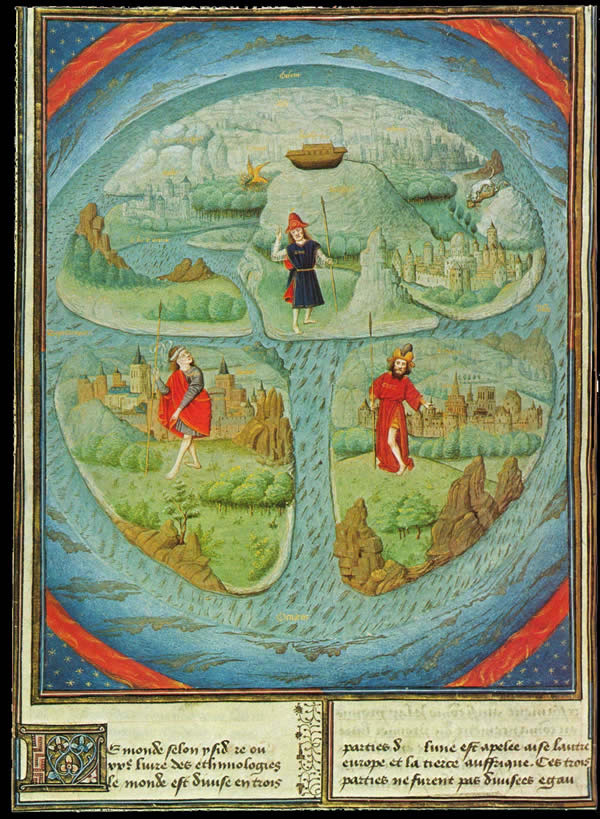
『歴史の精華』のマッパ・ムンディ[注 3]。1459年-1463年。
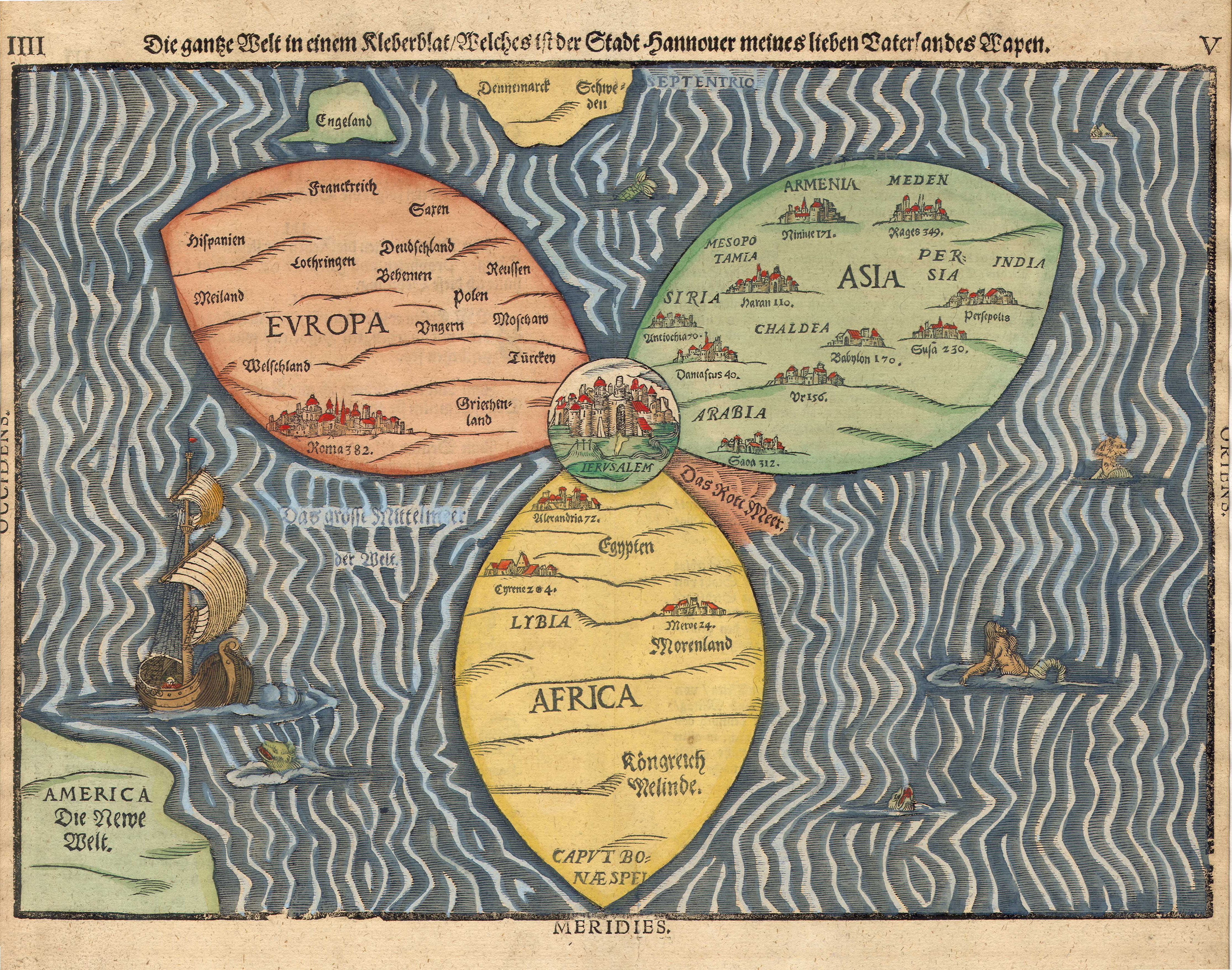
ビュンティングのクローバー型地図。1581年の木版画、マグデブルク。エルサレムが中央に配置され、周囲にヨーロッパ・アジア・アフリカが存在する。